# Cerapachys noctambulus
Cerapachys noctambulus é uma espécie de formiga do gênero Cerapachys.